# Martin Smith (Schwimmer)
Trevor Martin Smith (* 10. Januar 1958) ist ein ehemaliger britischer Schwimmer. Bei den Olympischen Spielen 1980 in Moskau gewann er mit der britischen 4-mal-100-Meter-Lagenstaffel die Bronzemedaille. 

## Karriere
Bei den Olympischen Spielen 1976 in Montreal trat Martin Smith nur über 100 Meter Freistil an und belegte den 15. Platz. Im Jahr darauf belegte er bei den Europameisterschaften 1977 in Jönköping den siebten Platz über 100 Meter Freistil. James Carter, Duncan Goodhew, John Mills und Martin Smith gewannen die Bronzemedaille in der Lagenstaffel hinter den deutschen Staffeln aus der BRD und der DDR.
Ein Jahr später fanden im August 1978 zunächst die Commonwealth Games 1978 in Edmonton statt. Martin Smith belegte den achten Platz über 200 Meter Freistil. Außerdem schwamm Smith in allen drei Staffeln. Die englische 4-mal-100-Meter-Freistilstaffel mit David Dunne, Kevin Burns, Martin Smith und Richard Burrell gewann die Bronzemedaille hinter den Kanadiern und den Australiern. In der 4-mal-200-Meter-Freistilstaffel schwammen Dunne, Smith, Philip Hubble und Simon Gray ebenfalls auf den dritten Platz, diesmal hinter Australien und Kanada. Die englische Lagenstaffel mit Gary Abraham, Duncan Goodhew, John Mills und Martin Smith erschwamm die Silbermedaille hinter der kanadischen Staffel. Eine Woche nach dem Abschluss der Commonwealth Games begannen in West-Berlin die Schwimmweltmeisterschaften 1978. Smith verpasste als Neunter knapp den Einzug ins Finale über 100 Meter Freistil und belegte den 21. Platz über 200 Meter Freistil. Die britische Lagenstaffel in der gleichen Aufstellung wie die englische Lagenstaffel in Edmonton gewann Bronze hinter den Staffeln aus den Vereinigten Staaten und aus der Bundesrepublik Deutschland.
Bei den Olympischen Spielen 1980 in Moskau erreichte Smith als 13. über 100 Meter Freistil und als 15. über 200 Meter Freistil nicht das A-Finale. Die 4-mal-200-Meter-Freistilstaffel mit Douglas Campbell, Philip Hubble, Martin Smith und Andrew Astbury erreichte den sechsten Platz. Die britische Lagenstaffel mit Gary Abraham, Duncan Goodhew, David Lowe und Martin Smith gewann die Bronzemedaille hinter den Australiern und der Staffel aus der Sowjetunion.